# Dampierre-sur-Salon
Dampierre-sur-Salon là một xã thuộc tỉnh Haute-Saône trong vùng Bourgogne-Franche-Comté phía đông nước Pháp.